# Campeonato Mundial de Piragüismo en Maratón
El Campeonato Mundial de Piragüismo en Maratón es la máxima competición del piragüismo en maratón. Es organizado desde 1988 por la Federación Internacional de Piragüismo, y desde 1998 se realiza anualmente.

## Ediciones
| Núm.   | Año  | Sede              | País            |
| ------ | ---- | ----------------- | --------------- |
| I      | 1988 | Nottingham        | Reino Unido     |
| II     | 1990 | Copenhague        | Dinamarca       |
| III    | 1992 | Brisbane          | Australia       |
| IV     | 1994 | Ámsterdam         | Países Bajos    |
| V      | 1996 | Vaxholm           | Suecia          |
| VI     | 1998 | Ciudad del Cabo   | Sudáfrica       |
| VII    | 1999 | Győr              | Hungría         |
| VIII   | 2000 | Dartmouth         | Canadá          |
| IX     | 2001 | Stockton-on-Tees  | Reino Unido     |
| X      | 2002 | Zamora            | España          |
| XI     | 2003 | Valladolid        | España          |
| XII    | 2004 | Bergen            | Noruega         |
| XIII   | 2005 | Perth             | Australia       |
| XIV    | 2006 | Trémolat          | Francia         |
| XV     | 2007 | Győr              | Hungría         |
| XVI    | 2008 | Týn nad Vltavou   | República Checa |
| XVII   | 2009 | Vila Nova de Gaia | Portugal        |
| XVIII  | 2010 | Bañolas           | España          |
| XIX    | 2011 | Singapur          | Singapur        |
| XX     | 2012 | Roma              | Italia          |
| XXI    | 2013 | Copenhague        | Dinamarca       |
| XXII   | 2014 | Oklahoma City     | Estados Unidos  |
| XXIII  | 2015 | Györ              | Hungría         |
| XXIV   | 2016 | Brandeburgo       | Alemania        |
| XXV    | 2017 | Pietermaritzburg  | Sudáfrica       |
| XXVI   | 2018 | Vila Verde        | Portugal        |
| XXVII  | 2019 | Shaoxing          | China           |
| XXVIII | 2021 | Pitești           | Rumania         |
| XXIX   | 2022 | Ponte de Lima     | Portugal        |
| XXX    | 2023 | Vejen             | Dinamarca       |
| XXXI   | 2024 | Metković          | Croacia         |
| XXXII  | 2025 | Győr              | Hungría         |
| XXXIII | 2026 | Sarasota          | Estados Unidos  |
| XXXIV  | 2027 | Silkeborg         | Dinamarca       |

## Medallero histórico
- Actualizado a Metković 2024.

| Núm. | País            | Oro | Plata | Bronce | Total |
| ---- | --------------- | --- | ----- | ------ | ----- |
| 1    | Hungría         | 75  | 68    | 40     | 183   |
| 2    | España          | 39  | 52    | 39     | 130   |
| 3    | Dinamarca       | 19  | 12    | 10     | 41    |
| 4    | Reino Unido     | 17  | 10    | 10     | 37    |
| 5    | Sudáfrica       | 15  | 10    | 12     | 37    |
| 6    | Suecia          | 10  | 7     | 4      | 21    |
| 7    | Ucrania         | 9   | 4     | 5      | 18    |
| 8    | Portugal        | 8   | 6     | 17     | 31    |
| 9    | Australia       | 6   | 3     | 6      | 15    |
| 10   | Francia         | 4   | 6     | 10     | 20    |
| 11   | República Checa | 3   | 13    | 16     | 32    |
| 12   | Noruega         | 3   | 0     | 7      | 10    |
| 13   | Polonia         | 2   | 6     | 14     | 22    |
| 14   | Italia          | 2   | 4     | 3      | 9     |
| 15   | Alemania        | 2   | 3     | 7      | 12    |
| 16   | Países Bajos    | 0   | 1     | 3      | 4     |
| 16   | Serbia          | 0   | 1     | 3      | 4     |
| 18   | Bielorrusia     | 0   | 1     | 1      | 2     |
| 18   | China           | 0   | 1     | 1      | 2     |
| 18   | Irlanda         | 0   | 1     | 1      | 2     |
| 21   | Austria         | 0   | 1     | 0      | 1     |
| 21   | Bélgica         | 0   | 1     | 0      | 1     |
| 21   | Canadá          | 0   | 1     | 0      | 1     |
| 21   | Croacia         | 0   | 1     | 0      | 1     |
| 21   | Eslovaquia      | 0   | 1     | 0      | 1     |
| 26   | Argentina       | 0   | 0     | 3      | 3     |
| 27   | Rusia           | 0   | 0     | 2      | 2     |
| 28   | Bulgaria        | 0   | 0     | 1      | 1     |
| 28   | Nueva Zelanda   | 0   | 0     | 1      | 1     |
|      | TOTAL           | 214 | 214   | 216    | 644   |

1. ↑  Incluye las medallas de Checoslovaquia.
2. ↑  Incluye las medallas de la RDA.
3. ↑  Incluye las medallas de la URSS.